# گرایش (زیست‌شناسی)

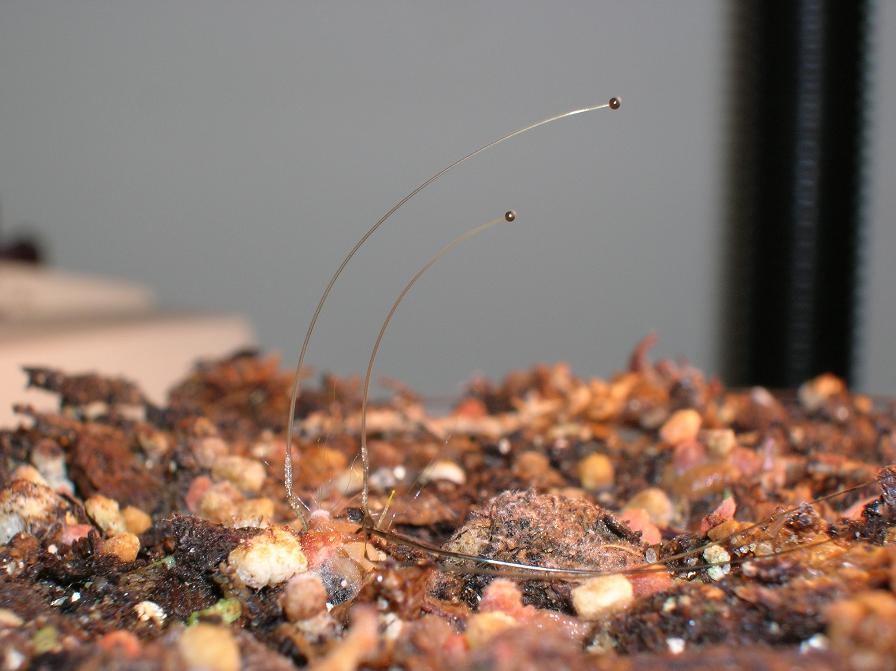
گرایش به سمت نور در نوعی قارچ‌های زیگومیکوتا

گرایش پاسخ اندام‌های در حال رویش به محرک‌های خارجی مانند نور، گرما، آب، مواد شیمیایی و جاذبه زمین است.
گیاه به سوی این عوامل، یا به سمت مخالف آن، خم می‌شود.
نورگرایی، زمین گرایی، شیمی گرایی، آب گرایی و گرما گرایی از انواع جنبش‌های گرایشی است.
حرکت‌ها گرایشی جزئی از حرکت‌های فعال هستند. این نوع حرکت هارا حرکت‌های القایی نیز می‌نامند و از دیگر حرکت‌های القایی می‌توان به حرکت‌های تاکتیکی و حرکت‌های تنجشی اشاره نمود.